# Azotara (Subotica)
Azotara je tvornica umjetnih gnojiva iz Subotice. Po vlasničkoj strukturi je dioničko društvo.
Odluka o investiciji je donesena 1977. godine, u pogon je puštena 1986. odnosno 1987. godine. Pokretač je i sudionik osnivanja ove tvornice je bivši subotički gradonačelnik Marko Bačlija.
Proizvodi NPK i NP gnojiva. Ima pogone za proizvodnju dušične kiseline, pogone za proizvodnju umjetnog gnojiva temeljene na nitrofosfatnom postupku. Tvornica ima i laboratorij za analizu zemljišta i pesticida.
Dugi broj godina je djelovao njen pogon na Verušiću.

## Vanjske poveznice
- Vlakom od Beograda do Subotice: željeznička postaja Azotara  Arhivirana inačica izvorne stranice od 20. listopada 2016. (Wayback Machine)